# Hermannomyia engeli
Hermannomyia engeli är en tvåvingeart som först beskrevs av Hull 1962.  Hermannomyia engeli ingår i släktet Hermannomyia och familjen rovflugor. Inga underarter finns listade i Catalogue of Life.